# آرمینه تادئوسیان
آرمینه تادئوسیان (ارمنی: Արմինե Թադեւոսյան؛ زاده ) بازیکن فوتبال در پست مدافع اهل ارمنستان است.

## باشگاهی
از باشگاه‌هایی که در آن بازی کرده‌است می‌توان به کالج اشاره کرد.

## تیم ملی
وی همچنین در تیم ملی فوتبال زنان ارمنستان بازی کرده‌است. 